# Viola Reggio Calabria 1991-1992
Rosa della Viola Reggio Calabria per la stagione 1991-1992 di Serie A2.
Piazzamento finale: 1º posto, promossa in Serie A1.
Sponsor: Panasonic.
| Nome                             | Nazionalità                              | Ruolo       | Nascita |
| -------------------------------- | ---------------------------------------- | ----------- | ------- |
| Roberto Bullara                  | Italia (bandiera)                        | guardia     | 1964    |
| Gustavo Tolotti                  | Italia (bandiera)                        | ala-centro  | 1967    |
| Hugo Sconochini                  | Argentina (bandiera) · Italia (bandiera) | guardia-ala | 1971    |
| Alessandro Santoro               | Italia (bandiera)                        | playmaker   | 1965    |
| Jorge Rifatti                    | Argentina (bandiera) · Italia (bandiera) | centro      | 1970    |
| Tiziano Lorenzon                 | Italia (bandiera)                        | ala-centro  | 1961    |
| Agostino Li Vecchi               | Italia (bandiera)                        | ala         | 1970    |
| Dean Garrett                     | Stati Uniti (bandiera)                   | centro      | 1966    |
| Rocco Famà                       | Italia (bandiera)                        | playmaker   | 1973    |
| Michael Young                    | Stati Uniti (bandiera)                   | guardia-ala | 1961    |
| Dario Sigon (fino al 09/02/1992) | Italia (bandiera)                        | centro      | 1972    |
| All: Carlo Recalcati             | Italia (bandiera)                        | -           | 1945    |